# Gex (videojuego)
Gex es un videojuego de plataforma desarrollado por Crystal Dynamics. Originalmente se iba a lanzar para el 3DO en 1994, pero por problemas de desarrollo el lanzamiento del juego se movió a 1995; los ports del juego para PlayStation y Sega Saturn fueron desarrollados posteriormente por Beam Software, y una versión de PC fue licenciada por Microsoft y lanzada para Microsoft Windows. Era un juego pack-in para los modelos Panasonic de la 3DO más adelante en la vida de la consola. Es el primero en la serie de videojuegos Gex, y presenta a los jugadores al personaje principal, un gecko obsesionado con la televisión y comedido por Dana Gould, quien debe aventurarse a través de la "Media Dimension" y derrotar a Rez, el señor de la dimensión que quiere convertir a Gex en su nueva mascota de red.
Gex fue creado por Lyle Hall en 1993 poco después de haberse unido a Crystal Dynamics, y al principio siguió a un doble de película llamado Gecko X antes de ser reestructurado por el asesor del programador principal Gregg Travers. El personaje principal del juego estaba destinado a ser una mascota para el desarrollador que podía rivalizar con otros personajes de plataformas inmensamente populares, principalmente Mario y Sonic the Hedgehog. Inicialmente previsto para su finalización en junio de 1994, y más tarde en septiembre de ese año, el desarrollo del juego tomó 21 meses, con limitaciones de tiempo y un equipo de desarrollo limitado que conduce a numerosas dificultades de producción. Varias funciones se cortaron debido a la necesidad de completar el juego a tiempo, pero algunas de estas características fueron luego añadidas por un equipo de desarrolladores que programaron varias otras características secretas en el juego. Finalmente fue lanzado en abril de 1995 con críticas en gran parte positivas de los críticos; un elogio particular estaba dirigido a las habilidades de plataformas únicas de Gex y al trabajo de la voz de Gould como el personaje. La versión 3DO del juego logró vender más de un millón de copias, convirtiéndolo en uno de los juegos más vendidos del sistema. Posteriormente se lanzaron dos secuelas, tituladas Gex 3D: Enter the Gecko y Gex 3: Deep Cover Gecko, con Gex convirtiéndose en la mascota de Crystal Dynamics durante un corto tiempo.

## Jugabilidad
Gex es un plataformero de desplazamiento lateral que sigue al personaje del título, un gecko antropomórfico, obsesionado con la televisión llamado Gex que debe viajar a través de la "dimensión de los medios" y vencer al antagonista del juego, Rez. Gex debe atravesar 24 niveles contenidos en cinco canales de televisión diferentes que actúan como mundos de juego (accedidos a través de un mapa mundial), cada uno lleno de etapas de plataformas y terminando en una etapa de jefe. El objetivo de cada etapa es explorar y localizar controles remotos de televisión ocultos que se utilizan para desbloquear más niveles. La versión original 3DO del juego permite a los jugadores guardar su progreso y reanudar desde donde lo dejaron; todas las otras versiones usan un sistema de contraseña. El jugador desbloquea las contraseñas o se le otorga una oportunidad de guardar al vencer a un jefe de nivel o al encontrar cintas de VHS ocultas en ciertos niveles. Cada nivel contiene un portal oculto que conduce a un nivel extra, cuya finalización perfecta le otorga al jugador una parte del control remoto del Planeta X. Recolectar cada pieza de este control remoto le permite llegar al Planeta X, un mundo secreto opcional.
Muchas de las habilidades predeterminadas de Gex aprovechan sus características especiales como gecko. Además de poder caminar, correr y saltar, puede sujetarse a las paredes y techos y arrastrarse a lo largo de ellos con las ventosas en sus pies, lo que le permite llegar a las zonas más altas. Gex ataca principalmente con su cola; puede batirla en un círculo completo para derrotar a los enemigos, activar interruptores y desviar proyectiles. También puede enrollarla en forma de resorte para rebotar contra enemigos y otros objetos. Los niveles contienen varios power-ups coleccionables que pueden proporcionarle a Gex varias habilidades diferentes, como velocidad mejorada, invulnerabilidad y uno de los muchos tipos diferentes de proyectiles que se pueden lanzar desde su boca. Gex puede obtener y utilizar estos potenciadores sacando su lengua de gecko y consumiéndolos; alternativamente, estos artículos pueden ser azotados con la cola para reponer la salud perdida a expensas del efecto primario del artículo. La salud de Gex está representada por tres "patas de golpe", y pierde una cada vez que es golpeado por un enemigo o un peligro. Si el jugador pierde todas sus patas de golpe, entonces pierde una vida. El número de patas de golpe se puede extender a seis al encontrar un cierto potenciador. El jugador comienza el juego con tres vidas, aunque se puede ganar más recolectando cien moscas de oro en un nivel. Al quedarse sin vidas el juego termina, obligando al jugador a comenzar desde el principio (o desde su último punto de guardado en el lanzamiento de 3DO).

### Trama
Gex, un joven gecko antropomórfico, vive solo mirando televisión y comiendo bocadillos en su mansión en Maui, Hawái, que adquirió después de heredar una gran suma de dinero de su tío que falleció. Un día, mientras busca un buen espectáculo para ver, consume una mosca doméstica que pasa. Este insecto resulta ser un pequeño dron secreto controlado por Rez, el señor de la Dimensión de los Medios. Rez usa el dron para "atacar" a Gex, y lo arrastra a la Dimensión de los Medios a través del televisor, con la intención de usarlo como el nuevo personaje mascota de la red. Para escapar, Gex necesita atravesar la Dimensión de Medios y encontrar controles remotos que podría usar para destruir los televisores que están bloqueando su salida al mundo exterior.
Gex lucha en su camino a través de la Dimensión de los Medios, encontrando controles remotos y derrotando a los cómplices de Rez en el camino, antes de eventualmente derrotar a Rez usando algunos de los drones propios del tirano contra él. Gex, al regresar a casa, reanuda su emisión de televisión, preguntándose qué hay en HBO.

## Desarrollo
El concepto de Gex fue creado por Lyle Hall, quien comenzó a trabajar en el proyecto poco después de unirse a la recién formada Crystal Dynamics en 1993. Hall quería que el juego "aprovechara la destreza gráfica y las capacidades de audio de CD" de la videoconsola 3DO Interactive Multiplayer de Panasonic, con la intención de crear un juego de plataforma en 2D protagonizado por "el personaje más genial que se me ocurrió". Fue creado con la intención de tener una nueva mascota en mente, con Crystal Dynamics presionando por un personaje que rivalizara con otros iconos de juegos como Mario y Sonic the Hedgehog. Inicialmente, el equipo de desarrollo consistió en 4 personas; Hall, que se desempeñó como productor del juego, Mira Ross y Susanne Dougherty como artistas, y Gregg Travers como el programador principal (más tarde, Justin Knorr fue contratado como diseñador principal del juego). El juego inicialmente se centró en un acróbata de Hollywood llamado "Gecko X" que necesitaba ayudar a salvar su estudio de cine contratado de la bancarrota por voluntad del antagonista Karl Chameleon. Cada etapa tenía un tema en torno a un género cinematográfico (es decir, un nivel inspirado en las películas occidentales) y comenzaría mostrando material de archivo de una película vintage de ese género. El jugador luego atravesaría el nivel y realizaría "acrobacias" en el camino, y la actuación del jugador dictaría la cantidad de dinero que la película ganaría en la taquilla y lo bien que le iría al estudio. El concepto fue eventualmente rechazado por sugerencia de Travers, quien argumentó que ubicar los niveles en escenarios tan realistas conduciría a una falta de estructura de diseño sensata, y se generó un nuevo concepto siguiendo a un personaje llamado Rezull que sería llevado a un "TV Land" y tiene que luchar contra el antagonista con una armada de "video guerreros". La voz de Gex fue proporcionada por la comediante Dana Gould, quien también escribió todo el diálogo del personaje.
Durante su producción, Gex atravesó varios desafíos de desarrollo debido a problemas de programación. El trabajo en el juego comenzó a fines de 1993, con una fecha límite de desarrollo en junio de 1994. El equipo de desarrollo inicialmente ideó seis mundos diferentes en torno a diferentes canales de televisión, incluyendo un mundo de terror y un mundo de ciencia ficción. A cada mundo se le dieron tres conjuntos distintos de diseños de arte que podrían usarse para crear niveles únicos; por ejemplo, el mundo del terror tenía un conjunto de casas embrujadas, un conjunto de cementerios y un conjunto de "Modo 2" para un nivel de desplazamiento vertical. Mientras trabajaban en el juego, descubrieron que desarrollar arte de juegos para Gex era mucho más difícil de lo que había sido con los videojuegos de 16 bits, ya que la memoria expandida de 32 bits en combinación con las capacidades de almacenamiento de un disco compacto significaba que mucho más arte se podría hacer. Con dos artistas trabajando en los activos del juego, un solo nivel en el juego tomó alrededor de dos meses en completarse. Debido a que los otros dos juegos de 3DO de Crystal Dynamics que se desarrollaban en ese momento, Crash N Burn y Total Eclipse, solo requerían un pequeño número de artistas, Panasonic dudaba en contratar artistas adicionales para el equipo de desarrollo del juego, presumiendo que era innecesario. Debido a este equipo de desarrollo limitado, el juego tardó más en producirse de lo previsto. Eventualmente, la compañía comenzó a traer a otros artistas a trabajar en el diseño de personajes, incluido Steve Kongsle (que había estado trabajando en Crash N Burn y diseñado Gex).
En medio del enérgico desarrollo del juego, varios desarrolladores de Gex, entre los que se encontraban el programador Danny Chan y Evan Wells, así como varias personas ajenas al desarrollo, se unieron para programar en secreto varias funciones del juego. El arte de ciencia ficción no utilizado del juego se utilizó para crear una serie de niveles secretos. Un pequeño juego de disparos en 2D programado por Wells como su proyecto Senior en la Universidad de Stanford se agregó al juego, al igual que un pequeño minijuego creado por la autora Susan Michelle. Estas adiciones fueron guardadas sin el conocimiento de la compañía hasta que fueron descubiertas a través de pruebas. Las adiciones se mantuvieron en el juego. El "equipo secreto" también programó una secuencia oculta de créditos de final extendido que mostraba fotos del personal, así como una amplia gama de arte conceptual, bocetos y guiones gráficos, que llegaron a durar un total de 18 minutos después de completarse. Se puede acceder a esta secuencia completando todos los niveles de ciencia ficción y el nivel del tirador. 
En un momento del desarrollo, una de las etapas diseñadas por Knorr fue editada sin su permiso. El nivel tenía varias partes con errores que Knorr solicitó reparar. Dado que el juego se retrasó de ocho a nueve meses de su fecha de finalización inicial, en lugar de solucionar los errores, la compañía eliminó estas partes para poder enviar el juego antes. Knorr se enfureció por esto, y en respuesta, dejó un mensaje oculto en uno de los niveles enseñando al jugador un código de trampa para llegar a la selección de etapas del juego (que contenía más de 80 ranuras de nivel a pesar de que solo había 28 niveles en el juego) y contándoles que eligieran una etapa específica, que contenía la versión original de este nivel. Allí, ocultó tres mensajes más, incluido uno que revelaba el número de teléfono personal de la directora de desarrollo de productos, Madeline Canepa, y les decía a los jugadores que la llamaran y "le dijeran lo que piensan y también lo que pienso". Esta adición fue encontrada por los examinadores de juego, lo que condujo al despido inmediato de Knorr.
En junio de 1994, se había avanzado muy poco en Gex, con menos de la mitad del juego completo. Los múltiples conjuntos de arte se redujeron a solo uno por nivel, y la sección Modo 2 y el mundo de ciencia ficción en su totalidad se eliminaron. El equipo esperaba tener el juego terminado en septiembre para que pudiera ser lanzado para la temporada de vacaciones en diciembre. Sin embargo, en septiembre, el juego aún estaba muy incompleto, con diseños de niveles inacabados y sin audio en el juego, y para fines de 1994 estaba claro que el juego aún necesitaría más tiempo para finalizar. El juego finalmente se lanzó para el 3DO en abril de 1995 después de alrededor de 21 meses de desarrollo. También se incluyó más adelante en la vida útil de 3DO como un título de paquete incluido con ciertas unidades de la consola.  El juego fue posteriormente portado a PlayStation y Sega Saturn, ambos desarrollados por Beam Software y lanzados en Norteamérica el 18 de diciembre de 1995 bajo la marca Crystal Dynamics. y en Europa el 5 de abril de 1996. Un port para Microsoft Windows de Gex fue lanzado el 7 de noviembre de 1996.

## Recepción
Tommy Glide de GamePro elogió a Gex, afirmando que "establece altos estándares para todos los futuros hoppers de la plataforma 3DO" y prediciendo que el personaje alcanzará niveles de popularidad similares a los de Sonic y Mario. Next Generation lo llamó "uno de los juegos de acción de desplazamiento lateral más sólidos y agradables en mucho tiempo". Electronic Gaming Monthly otorgó al juego su premio "Juego del Mes". El juego fue galardonado con el "Mejor juego 3DO" en el Consumer Electronics Show de 1994 por GamePro  y el "Mejor juego 3DO de 1995" por Electronic Gaming Monthly.
Glide elogió mucho las imágenes de Gex y escribió que "ganaría un concurso de belleza 3DO". Antes del lanzamiento, E. Storm de GameFan calificó el modelo de Gex como "uno de los personajes más atractivos y animados que [ellos] hayan visto" y elogió los entornos del juego y el desplazamiento de paralaje; sin embargo, también expresó su desprecio por el hecho de que el personaje titular del juego, fuera el único modelo pre-renderizado de todos los personajes, aunque admitió que todavía estaban "bien dibujados en su mayor parte". En un conjunto posterior de reseñas de la misma publicación después del lanzamiento del juego, el revisor K. Lee elogió la combinación de gráficos de mapas de bits y renders SGI utilizados para los sprites. Los otros 2 revisores de Gamefan, Nick Rox y "Skid", expresaron asombro por la capacidad del juego para usar ampliamente el desplazamiento de paralaje a pesar del hardware limitado de 3DO.
La voz en off de Gould en el juego para Gex fue muy elogiada. Glide declaró que nunca llegó a ser desagradable debido a la amplia gama de diferentes frases ingeniosas presentes en el juego. Storm llamó a la voz de Gex "la primera vez que a un personaje de juego se le ha dado voz y personalidad que en realidad resultó ser genial" y afirmó que las muchas frases escritas se ajustaban a su personaje. Skid sintió que las voces se sumaron a la diversión del juego, mientras que Rox escribió que eran en su mayoría "divertidas ... cuando puedes escucharlas sobre la música y los efectos de sonido". Lee elogió la música del juego, llamándola de "alta calidad".
Los puertos del juego recibieron distintos niveles de elogio. Los cuatro revisores de Electronic Gaming Monthly dieron a las versiones de PlayStation y Saturn un 7.875 de 10, comentando que el audio y los cines en ambas versiones se limpiaron en comparación con el original 3DO. Elogiaron especialmente el humor del juego y la acción de plataformas sólidas. Tommy Glide también declaró en GamePro: "Nos maravillamos con Gex en 3DO. Ahora, este lagarto de salto de plataforma se estrena en la PlayStation y gana aún más afecto con gráficos más limpios y una jugabilidad más fluida". Una vez más, aplaudió la capacidad única de Gex para escalar paredes, el gran tamaño y los numerosos secretos de los niveles, y los numerosos juegos de palabras de Dana Gould. Comentó que la versión de Saturn tiene "los mismos gráficos, sonido y control que merecieron la aclamación en la versión de PlayStation", y que "Gex come Bug! para almorzar". Un crítico de Next Generation impugnó que la habilidad de Gex para escalar paredes "no es completamente única", pero que añade una dimensión interesante a la jugabilidad, y también elogió a los personajes únicos de Gould y los temas de área "únicos y divertidos". Concluyó, "en un mundo de polígonos, no estamos seguros de que un último desplazamiento lateral sea lo que el universo de 32 bits necesita, pero podrías hacerlo peor". La revisión de Next Generation del juego de la versión de Saturn remarcó que Gex no estaba ni remotamente tan fresco como lo fue cuando debutó en el 3DO, aunque sigue siendo ingenioso y divertido. En una reseña negativa del juego, Rob Allsetter comentó en la revista Sega Saturn Magazine, "Supongo que debo señalar que los gráficos y la animación están pulidos, que el juego se mueve a un ritmo decente y que sin duda se puede jugar, pero ... ninguna de estas cosas compensa la total predecibilidad de todo". Maximum dio a la versión de PlayStation una revisión mixta, diciendo que el personaje del jugador tiene una notable variedad de habilidades, pero que el diseño del nivel a menudo es aburrido y frustrante.
Gex fue uno de los juegos de 3DO más vendidos, pero las cifras exactas de ventas siguen sin estar claras. En julio de 1995, aproximadamente un mes antes de que se convirtiera en un juego de paquete, sus ventas excedieron el millón de unidades de acuerdo con GamePro y Electronic Gaming Monthly.  Contradictorio a esto, un artículo en la Next Generation con fecha de noviembre de 1995 dice que la versión 3DO había vendido solo 750,000 unidades en todo el mundo.

## Secuelas y legado
El éxito moderado de Gex produjo una serie efímera de juegos de plataforma, con el personaje epónimo convirtiéndose en la mascota recurrente de Crystal Dynamics. En 1998, Crystal Dynamics lanzó una secuela de Gex llamada Gex 3D: Enter the Gecko para PlayStation y Nintendo 64, siguiendo a Gex una vez más mientras viaja para derrotar a Rez. A diferencia del primer juego, un juego de desplazamiento lateral en 2D, este juego es un juego de plataformas en 3D, similar a juegos como Super Mario 64. Un año después, Gex 3: Deep Cover Gecko fue lanzado, presentando a la modelo de Playboy y Baywatch la actriz Marliece Andrada como un nuevo personaje llamado Agent XTra que es capturado por Rez. Desde el lanzamiento de Gex, la serie ha vendido colectivamente 15 millones de unidades. El juego también se volvió a publicar en PlayStation Store el 6 de noviembre de 2009.
Aunque Gex 3 fue el último juego de la serie Gex hasta la fecha, el desarrollador Square Enix, que actualmente posee los derechos de la franquicia, anunció en 2013 que mantendría un programa "Square Enix Collective" en el que darían a los desarrolladores de juegos en ciernes oportunidades para desarrollar un nuevo juego en una de tres series diferentes, entre las que se encontraba Gex, junto con Fear Effect y Anachronox. El programa comenzó en 2015, con Square abriéndose a presentaciones de desarrolladores independientes.